# Begonia retinervia
Begonia retinervia là một loài thực vật có hoa trong họ Thu hải đường. Loài này được D.Fang, D.H.Qin & C.I Peng mô tả khoa học đầu tiên năm 2006.